# Сумиоблагроліс
Обласне комунальне агролісогосподарське підприємство «Сумиоблагроліс» створене рішенням 14-ї сесії Сумської обласної ради 23-го скликання 2 червня 2000 року. До складу Сумського обласного агролісогосподарського об'єднання «Сумиоблагроліс» входить 18 лісгоспів (по 1 на кожен район), яким передано лісові насадження сільськогосподарських підприємств.
Протягом 2000—2005 рр. генеральним директором був заслужений працівник сільського господарства України Володимир Саєнко. Протягом 2005—2010 рр. — депутат облради від БЮТ Григорій Савченко. 23 квітня 2010 року обласна рада розірвала контракт із керівником «Сумиоблагролісу» через борги та збитки підприємства на понад 13 млн гривень, що накопичувалися через невдале керівництво. Кількість працівників зменшилася з 1533 у 2007 році до 1090 у 2010-му.
Основні види діяльності — лісовідновлення, охорона і захист лісових насаджень, лісозаготівля, лісопильне виробництво, торгівля лісоматеріалами. Загальна площа лісового господарства — 161,2 тис. га; зокрема, площа, покрита лісом, — 146,6 тис. га. Ліси ОКАП "«Сумиоблагроліс» займають 1/3 всього лісового фонду області. За 2007 рік підприємство сплатило майже 10 мільйонів гривень до бюджетів різних рівнів.
Адреса: Україна, 40030, м. Суми, вул. Першотравнева, 29.